# هينريتش فون بولو
هينريتش فون بولو (بالألمانية: Heinrich von Bülow)‏ هو دبلوماسي ومحامي وسياسي ألماني، ولد في 16 سبتمبر 1792 في شفيرين في ألمانيا، وتوفي في 6 فبراير 1846 في برلين في ألمانيا. انتخب سفير ألمانيا لدى المملكة المتحدة ‏.